# Østfrisisk (sprog)
Østfrisisk er den østlige gren af den frisiske sprogfamilie. Østfrisisk er nu næsten uddød. Kun i den nordvestyske kommune Saterland tales der med saterfrisisk stadig en østfrisisk dialekt.
Historisk omfatter det østfrisiske sprogområde området øst for den nederlandske flod Lauwers (dvs. store dele af den nederlandske provins Gronningen og Øst-Frisland). Vest for Lauwers tales dag i dag westerlauwersfrisisk (vestfrisisk). Øst for Lauwers blev det frisiske sprog efterhånden afløst af nederlandsk og plattysk. Kun på øen Wangerooge og i Saterland blev der i 1900-tallet stadig talt østfrisisk. I dag er det kun i Saterland, at der tales østfrisisk. Østfrisisk kan historisk opdeles i de to dialektgrupper emsfrisisk (benævnt efter floden Ems) og weserfrisisk (benævnt efter floden Weser).